# Troianovo, Burgas
Troianovo (în bulgară Трояново) este un sat în comuna Kameno, regiunea Burgas,  Bulgaria. 

## Demografie
Componența etnică a satului Troianovo
     Turci (1,56%)
     Bulgari (52,26%)
     Nicio identificare (46,17%)
     Altele (0%)
La recensământul din 2011, populația satului Troianovo era de 1.150 locuitori. Din punct de vedere etnic, majoritatea locuitorilor (52,26%) erau bulgari, cu o minoritate de turci (1,56%). Pentru 46,17% din locuitori nu este cunoscută apartenența etnică ( posibil rudari sau vlahi/romani).